# Stazione di Solarussa
Stazione di Solarussa vasútállomás Olaszországban, Szardínia régióban, Solarussa településen.

## Vasútvonalak
Az állomást az alábbi vasútvonalak érintik:
- Cagliari–Golfo Aranci Marittima-vasútvonal

## Kapcsolódó állomások
A vasútállomáshoz az alábbi állomások vannak a legközelebb: 
- Stazione di Bauladu-Milis
- Stazione di Simaxis